# Marnivá sestřenice
Marnivá sestřenice je známá česká píseň, která vznikla v 50. letech 20. století respektive její první verze. Text k ní napsal Jiří Suchý a hudbu Jiří Šlitr. Píseň později nazpíval například Waldemar Matuška. Jedná se o jednu z nejznámějších písní raného divadla Semafor. Píseň zazněla např. ve filmech Žalobníci (1960), Deštivý den (1962), Bez svatozáře (1963), či ve filmu Černý Petr (1963).
Píseň vyšla například na kompletu tří gramofonových desek s názvem Divadlo Semafor 1959–1969.